# Tesla (filme)
Tesla é um filme americano de drama biográfico feito em 2020, escrito e dirigido por Michael Almereyda. É estrelado por Ethan Hawke como Nikola Tesla. Eve Hewson, Ebon Moss-Bachrach, Jim Gaffigan e Kyle MacLachlan também estão no elenco.
O filme teve sua estreia mundial no Festival de Cinema de Sundance em 27 de janeiro de 2020, e foi lançado em alguns cinemas e também no Premium VOD em 21 de agosto de 2020, pela IFC Films.

## Elenco
- Ethan Hawke como Nikola Tesla
- Kyle MacLachlan como Thomas Edison
- Eve Hewson como Anne Morgan, a narradora
- Jim Gaffigan como George Westinghouse
- Ebon Moss-Bachrach como Szigeti
- Hannah Gross como Mina Edison
- Josh Hamilton como Robert Underwood Johnson
- Peter Greene como Nichols
- James Urbaniak como Professor Anthony
- Rebecca Dayan como Sarah Bernhardt
- Donnie Keshawarz como JP Morgan
- Lucy Walters como Katharine Johnson
- Blake DeLong como William Kemmler
- Lois Smith como a Grande Dama
- Ian Lithgow como Alfred Brown

## Produção
Em fevereiro de 2018, foi anunciado que Ethan Hawke se juntou ao elenco do filme com Michael Almereyda dirigindo a partir de um roteiro que ele escreveu. O roteiro foi uma forma atualizada do seu primeiro longa, um filme biográfico da Tesla originalmente adquirido pelo diretor polonês Jerzy Skolimowski que nunca foi feito. Almereyda "o reinventou para o momento presente" adicionando detalhes sobre Tesla que foram publicados desde então e incluindo mudanças baseadas em outras influências, como o diretor Derek Jarman e o autor Henry James .

## Lançamento
Tesla teve sua estreia mundial no Festival de Cinema de Sundance em 27 de janeiro de 2020, onde ganhou o prêmio Alfred P. Sloan. Pouco depois, a IFC Filmes adquiriu os direitos de distribuição do filme e o lançou em cinemas selecionados e via Premium VOD em 21 de agosto de 2020.